# نیل یانگ
نیل پرسیوال یانگ ‏(به انگلیسی: Neil Percival Young)‏ (۱۲ نوامبر ۱۹۴۵، تورنتو، اونتاریو، کانادا - ) خواننده، ترانه‌سرا و کارگردان فیلم کانادایی است. وی در سال ۱۹۹۵ به عنوان هنرمند تک و در سال ۱۹۹۷ به عنوان عضوی از بوفالو اسپرینگ‌فیلد وارد تالار مشاهیر راک اند رول شد.